# 東京電擊
東京電擊（日语：アルバルク東京），是B聯賽的球隊之一，成立於1948年，母企業為豐田汽車，主場根據地為東京都立川市，主場館為立川立飛體育館和國立代代木競技場。

## 歷史
1948年，豐田汽車成立男籃隊，當時名為「豐田步行者」，英文名「Toyota Pacers」和NBA的印第安那溜馬隊中的「Pacers」一樣，因為豐田汽車在美國的生產基地位於溜馬隊所在的印第安那州，而印第安那州同時也是美國傳統籃球強權的州份，2000年，球隊更名為「豐田電擊」，其英文名為根據阿拉伯語的電擊轉寫而來，同時將「Alvark」拆為Al（The）、V（勝利）及ark（承載勝利的船），因此別具意義，2003年，球隊根據地由愛知縣搬遷至東京都，因此隊名改為「豐田東京電擊」，2016年加入B聯賽後再改為「東京電擊」。
在2007年日本籃球聯賽成立以前，球隊一直參加業餘聯賽，直到2007年以後，隨著日本籃球聯賽成立，球隊才隨之加入，成為職業球隊，主場館為國立代代木競技場的第二體育館，2013年，日本籃球聯賽改組為全國籃球聯賽，球隊也隨之加入改組的新聯賽。
2016年，全國籃球聯賽和BJ聯盟合併為B聯賽，因此球隊也加入了新的聯賽，並屬於B1聯賽的東地區，並在2017-18及2018-19連兩個賽季皆獲得總冠軍，成為B聯賽首支連霸的球隊。
2017年因國立代代木競技場配合2020年夏季奧林匹克運動會使用而進行改造，因此球隊將主場館改至立川市的立川立飛體育館。

## 歷任總教練
| 教練名         | 接任年份 | 解任年份 | 總冠軍 | 聯盟                                                 | 備註 |
| Torsten Loibl  | 2007年   | 2008年   |        | JBL                                                  |      |
| 棟方公壽       | 2008年   | 2010年   |        | JBL                                                  |      |
| Donald Beck    | 2010年   | 2015年   | 1次    | JBL（2010年–2013年） 全國籃球聯賽（2013年–2015年）   |      |
| 伊藤拓摩       | 2015年   | 2017年   |        | 全國籃球聯賽（2015年–2016年） B聯賽（2016年–2017年） |      |
| Luka Pavićević | 2017年   |          |        | B聯賽                                                |      |

- 以JBL成立時間開始計算

## 歷年成績

### JBL時期
| 球季    | 勝 | 敗 | 勝率  | 排名 | 備註                     |
| 2007–08 | 21 | 14 | 0.600 | 2    |                          |
| 2008–09 | 18 | 17 | 0.514 | 4    |                          |
| 2009–10 | 20 | 22 | 0.476 | 6    |                          |
| 2010–11 | 23 | 13 | 0.639 | 3    | 因東日本大地震取消季後賽 |
| 2011–12 | 29 | 13 | 0.690 | 2    | 總冠軍                   |
| 2012–13 | 32 | 10 | 0.762 | 2    |                          |

### NBL時期
| 球季    | 勝 | 敗 | 勝率  | 排名    | 備註     |
| 2013–14 | 45 | 9  | 0.833 | 東區第2 |          |
| 2014–15 | 40 | 14 | 0.741 | 東區第3 |          |
| 2015–16 | 47 | 8  | 0.855 | 1       | 聯盟冠軍 |

### B聯賽時期
| 球季    | 聯盟   | 勝 | 敗 | 勝率  | 排名      | 備註                   |
| 2016–17 | B1聯賽 | 44 | 16 | 0.733 | 東地區第2 |                        |
| 2017–18 | B1聯賽 | 44 | 16 | 0.733 | 東地區第2 | 總冠軍                 |
| 2018–19 | B1聯賽 | 44 | 16 | 0.733 | 東地區第3 | 總冠軍                 |
| 2019–20 | B1聯賽 | 32 | 9  | 0.780 | 東地區第1 | 因COVID-19取消剩餘賽季 |
| 2020–21 | B1聯賽 | 32 | 24 | 0.571 | 東地區第6 |                        |
| 2021–22 | B1聯賽 | 39 | 14 | 0.736 | 東地區第3 |                        |

## 球員

### 現役球員
注释：国旗表示球员在FIBA认证赛事中的国家队资格。球员可能拥有其它非FIBA国籍。

## 外部連結
- 東京電擊官方網站 （页面存档备份，存于）（日語）
- 東京電擊的Instagram帳戶（日語）
- 東京電擊的Facebook專頁（日語）
- 東京電擊的X（前Twitter）（日語）